# 센서스 변환
센서스 변환(census transform, CT)은 회색조이미지의 픽셀간 밝기 변화를 이용해 밝기가 어떻게 변하는지 특징을 추출한 것이다. 센서스 변환은 회색조 이미지의 각 픽셀을 이진 문자열과 연결하여 픽셀이 각 비트에 대해 하나씩 이웃의 각 픽셀보다 작은 강도를 갖는지 여부를 인코딩하는 이미지 연산자이다. 이는 실제 강도 값이 아닌 강도의 상대적 순서에만 의존하는 비모수적 변환으로, 조명의 단조로운 변화에 대해 변하지 않으며 다중 모드 강도 분포가 있는 경우에도 잘 동작한다. 객체 경계를 따라. 이는 컴퓨터 비전에 응용되며 광학 흐름 계산 및 시차 추정과 같은 시각적 대응 문제에 일반적으로 사용된다.
센서스 변환은 각 픽셀에 픽셀 자체보다 더 높은 강도를 갖는 인접 픽셀의 수를 연관시키는 순위 변환(rank transform)과 관련되어 있으며 동일한 논문에 소개되었다.

## 같이 보기
- 국부 이진 패턴